# Freesia refracta
Freesia refracta là một loài thực vật có hoa trong họ Diên vĩ. Loài này được (Jacq.) Klatt miêu tả khoa học đầu tiên năm 1866.